# ژوزف نوز
ژوزف نوز (به فرانسوی: Josephus Henricus Ludovicus Mathias Hubertus Naus) مشهور به مسیو نوز (۳۰ مارس ۱۸۴۹ — ۱۶ ژوئیه ۱۹۲۰) یکی از مقام‌های گمرکی اهل بلژیک بود که در دوران مظفرالدین شاه قاجار به وزارت کل گمرکات ایران رسید.

## زندگی نامه
ژوزف نوز در ۳۰ مارس ۱۸۴۹ در شهر گلدرن واقع در کشور پروس به دنیا آمد. پدرش هانری نوز (۱۷۹۹-۱۸۵۸) و مادرش ژولیا وندائل (۱۸۰۹-۱۸۹۴) نام داشتند و از اهالی بلژیک بودند. ژوزف نوز نام پسر خود را نیز هانری (۱۸۵۷-۱۹۳۸) گذاشت. او بعدها توانست یکی از از بازرگانان نام‌آور محصولات کشاورزی در مصر شود. اجداد این خانواده نیز با محیط خارج بیگانه نبودند و به سرزمین‌هایی نظیر اندونزی، اتیوپی و الجزایر رفته بودند.
ژوزف نوز در ۱۸ اوت ۱۸۶۹ به استخدام وزارت گمرکات و تعرفه بلژیک در آمد و کارش را در لیمبورگ، اسلت و نرپلت آغاز کرد. او در سال ۱۸۷۳ با مقام حسابرس سطح چهارم گمرکات به آنتورپ رفت. در سال ۱۸۹۰ به سمت معاون اداره گمرکات بروکسل دست یافت. او در این مقام به‌واسطهٔ «حمیت، هوش و تعهدی» که در بازرسی قاچاق الکل نشان داد موفق به دریافت نشان لئوپلد شد.
ژوزف نوز در ژانویه ۱۸۹۸ (دی یا بهمن ۱۲۷۶) به ایران اعزام شد و در ۱۵ مارس همان سال (۲۵ اسفند ۱۲۷۶) به مقصد رسید.

## ورود به ایران و انتصاب به عنوان وزیر گمرکات
در سال ۱۲۷۷ خورشیدی (یا بقول کسروی ۱۲۷۸) ۳ کارشناس بلژیکی را برای انجام امور گمرک به ایران وارد شدند که نوز به عنوان «مدیرکل گمرکات» رئیس آنان بود. مدیرکل گمرکات زیر نظر صدراعظم فعالیت می‌کرد. یک سال بعد شاه به همراه صدراعظم به فرنگ رفت و پیش از خروج از کشور، نوز به «وزارت کل گمرکات» منصوب شد. نوز در تعرفه‌های گمرک ایران دگرگونی پدید آورد و امور را به شیوه اروپایی اداره کرد.
مدیریت او به عنوان مدیرکل گمرکات در مدت زمانی کوتاه (حدود یک سال) نتایج «بسیار امیدوارکننده‌ای» داشت و درآمد گمرک بیش از ۳۵٪ افزایش یافت. همچنین نوز از سال ۱۳۱۶ ه‍.ق. تا سال ۱۳۲۲ ه‍.ق. (از ۱۲۷۸ ه‍.خ. تا ۱۲۸۳ ه‍.خ.)، درآمد گمرک را از ۲۰۰٬۰۰۰ پوند به ۶۰۰٬۰۰۰ پوند در سال رساند. پس از آن مستشاران بلژیکی بیشتری وارد ایران شدند و سازمان‌هایی مانند پست نیز بدان‌ها سپرده‌شد. با این وجود و با وجود حمایت شاه و دربار، نوز با ارباب‌ها و زمین‌داران مشکلات زیادی داشت.
احمد کسروی در تاریخ مشروطهٔ ایران می‌نویسد از آنجا که مردم و روحانیون، تعرفه‌ها را به زیان می‌دیدند و وجود یک خارجی را بر مصدر امور نمی‌پذیرفتند، ناخشنود بودند. بلژیکی‌ها در قبال به سخت‌گیری و بدرفتاری با ایرانیان (به ویژه مسلمانان) می‌پرداختند و میان یک ایرانی و یک خارجی؛ و حتی یک ایرانی مسیحی و یک ایرانی مسلمان تبعیض می‌گذاشتند. این مسائل باعث منفوریت وی شد.
بازاری‌ها و بازرگانان که با نوز مشکل داشتند، به بهانهٔ تعارف مشروب در جلوی درب یک مشروب‌فروشی به یک روحانی؛ دو روز بازار را بستند و غوغا به‌پا کردند.
نوز تعرفهٔ گمرکی برای کالاهای روسی را طوری تعیین کرد که بازار ایران در اندک زمانی مملو از کالاهای روسی شد. در مقابل برخی سران آزادیخواه ایرانی مردم را تشویق به خرید کالاهای ایرانی کردند.

## اختیارات گسترده
گفته می‌شود موسیو نوز در امور مالی، تجاری و گمرکات ایران بدون هیچ بازخواستی یا مسئولیتی اختیار مطلق داشته است و مطابق مدارکی که پس از عزل او (در اثر فشار نمایندگان مجلس دوره اول) به دست آمده بود، سوء استفاده‌های بزرگی هم از خزانه کرده بود.
وی با استفاده از نفوذ خود به نفع روس‌ها در امور اقتصادی و حتی سیاسی ایران اعمال نفوذ می‌کرد. هر چند انگلیسی‌ها با او مشکل داشتند اما نامه‌های امروز آنها در خصوص رفتار وی می‌تواند گوشه‌هایی از حقیقت را نشان دهد. طبق نامه محرمانه شماره ۲۳۱ مورخه ۱۷ آوریل ۱۹۰۷ سر اوکانور سفیر کبیر انگلستان مقیم قسطنطنیه پایتخت عثمانی به عنوان وزارت امور خارجه انگلستان نوشته شده شرحی در مورد رفع اختلافات مرزی بین ایران و عثمانی و نتیجه مذاکرات خودش را با پرنس میرزا رضا خان ارفع سفیر کبیر وقت ایران در ترکیه و هم با موسیو زینو ویو سفیر کبیر روسیه مقیم ترکیه توضیح داده و ضمناً با اشاره به اظهارات محرمانه هم‌قطار روسی خود و دریافت یک گزارش سری از یک منبع مخصوص راجع به عملی که موسیو نوز راجع به امور مرزی بین ایران و ترکیه بر ضرر ایران و به نفع ترکیه با قصد دریافت پاداش مناسب از سلطان عثمانی نموده است ضمن اظهار تعجب از این نیرنگ و دسیسه‌هایی که مسیو نوز به نفع ترکیه و بر ضرر مصالح ایران با اغفال وزیر امور خارجه ایران به کار برده است مینویسد «اظهارات لرد لند سداون را که در سال ۱۹۰۳ در مجلس اعیان انگلستان در موضوع رفع اختلافات مرزی بین ایران و ترکیه نموده است به سفیر ایران یادآور شده و دولت ایران را از دادن یک چنین آزادی عملی در امور سیاسی به یک مأمور خارجی از تیپ موسیو نوز شدیداً ملامت نموده است.
سر اسپرینگ رایس وزیر مختار انگلستان مقیم تهران در نامه شماره ۵۴ مورخ ۲۵ مارس ۱۹۰۷ به سر ادوارد گری وزیر امور خارجه وقت انگلستان می‌نویسد: «من نامه شماره ۳۵ مورخ ۲۴ ماه گذشته رونوشت نامه‌ای را که پس از مشورت با هم قطار روسی خود درباره موضوع اداره گمرکات به دولت ایران تقدیم داشته بودم برای استحضار عالی ایفاد شده بود اینک احتراماً رونوشت پاسخ مشیرالدوله را به پیوست ارسال می‌دارد ایشان در این نامه به اینجانب اطمینان دادند که استعفای نوز طرز کار اداره گمرکات را تغییر نخواهد داد و گمرکات سازمان و ماهیت خود را کماکان حفظ خواهد نمود. وزیر دارایی ناصرالملک به طور محرمانه به  من اطلاع می‌دهد که موسیو نوز در مورد مخارج اداره گمرکات اختیار نامحدود یا به اصطلاح چک امضا شده سفید داشته و دولت ایران در کار او هیچ نوع کنترل یا نظارتی نداشته است موسیو نوز نه تنها در مقابل صدراعظم خود را مسئول می‌دانسته است و بس و صدراعظم هم این موقعیت و مقام مافوقی خود را ظاهراً بدین منظور به کار می‌برده است که سهم خود را از این غنیمت و تاراج مطالبه نماید.» «...وزیر دارایی مدتی مشغول رسیدگی به اسناد بوده و در نتیجه ماجراهای واقعاً حیرت‌انگیزی کشف کرده است و به طور ضمنی به اینجانب فهمانید که درآمد واقعی در ایران به میزان بسیار زیادی از ۵۰ هزار فرانک که حقوق قراردادی او بوده تجاوز نموده است.»

## ماجرای عکس بالماسکه و آغاز جنبش مشروطه

نوز (راست) به همراه همکارش پریم با عبا و عمامه و قلیان

در ماه محرم سال ۱۳۲۳ قمری برابر ۱۲۸۴ خورشیدی عکسی از نوز به دست‌آمد که در میهمانی بالماسکه، لباس روحانیون ایران را پوشیده‌بود و عمامه به‌سر داشت. این عکس به میرزا مصطفی آشتیانی رسید، تکثیر شد و در میان مردم پخش شد.
آیت‌الله سید عبدالله بهبهانی، به این ماجرا واکنش نشان داد. وی در کلاس‌های درس و بالای منبر از «توهین به مذهب» می‌گفت و خواستار برکناری نوز و عین‌الدوله شد.

میهمانی بالماسکه خارجی‌های مقیم ایران و خانواده‌هایشان با حضور ژوزف نوز

بهبهانی در ششمین جلسهٔ انجمن مخفی به تاریخ ۱۲ محرم ۱۳۲۳ در خانهٔ خویش به منبر رفت و از وضع گمرک و قوانینی که نوز برای دریافت عوارضی مقرر داشته، آزار مسلمانان در مرزها و استخدام یهودیان به جای مسلمانان در گمرک انتقاد کرد. او همچنین در سخنرانی به عکس اشاره کرد و گفت که نوز «مسلمانان را به استهزاء گرفته» و «کمر اسلام را شکسته». وی در پایان از شاه خواست که نوز را به دلیل خیانت اخراج کند.
عین‌الدوله بدین گفته‌ها بی‌اعتنایی کرد و پاسخ داشت «چون ملاها خواهان عزل او هستند او را نگه‌می‌دارد» و بر اعتبارش افزود. بازرگان‌ها در اعتراض به بست‌نشینی در شاه‌عبدالعظیم پرداختند و محمدعلی میرزای ولیعهد، آیت‌الله بهبهانی را موقتاً قانع کرد که نوز برکنار خواهدشد. در این میان، این واقعه و چند رویداد دیگر آیت‌الله سید محمد طباطبایی را به بهبهانی نزدیک‌تر کرد. این اتحاد، از دید احمد کسروی و ناظم‌الاسلام کرمانی ریشهٔ انقلاب مشروطه بود.

## استعفا و خروج از ایران
نوز در پایان، در برابر فشار مشروطه‌خواهان و مقامات پادشاهی متحد بریتانیا مجبور به استعفا در ۲۲ اردیبهشت ۱۲۸۶ شد و با وقوع انقلاب مشروطه و روی کار آمدن مجلس شورای ملی از ایران اخراج شد.
ژوزف نوز در ۱۰ ژوئیه ۱۹۰۸ بازنشسته شد و برای سکونت به قصری در لیمبورگ رفت ولی همچنان در امور ایران به دولت روسیه مشاوره می‌داد. همچنین با پسر خود که در مصر به سر می‌برد داد و ستد می‌کرد. نوز پس از اشغال بلژیک به دست آلمان به دلیل عقاید ضد آلمانی‌اش مجبور به خروج از کشور شد. او پس از جنگ جهانی اول، یک سوم از سهام بانک رهنی کشاورزی مصر را در اختیار داشت. همچنین پیش از مرگ در ۱۶ ژوئیه ۱۹۲۰، دو بار ورشکستگی را تجربه کرد.